# Calia
Calia é um género botânico pertencente à família Fabaceae.